# Дехун-Дай-Качинська автономна префектура
24°26′08″ пн. ш. 98°35′06″ сх. д. / 24.43546° пн. ш. 98.58488° сх. д.
Дехун-Дай-Качинська автономна префектура (кит.: 德宏傣族景颇族自治州) — адміністративна одиниця другого рівня у складі провінції Юньнань, КНР. Центр префектури — Манши.
Префектура межує із М'янмою (штат Шан) на півдні та заході.

## Адміністративний поділ
Префектура поділяється на 2 міста та 3 повіти:
| Карта                             | Карта    | Карта    | Карта            |
| --------------------------------- | -------- | -------- | ---------------- |
| Жуйлі Манши Лянхе Їнцзян Лунчуань |          |          |                  |
| Статус                            | Назва    | Оригінал | Населення (2010) |
| Місто                             | Манши    | 芒市     | 389 891          |
| Місто                             | Жуйлі    | 瑞丽市   | 180 627          |
| Повіт                             | Їнцзян   | 盈江县   | 305 167          |
| Повіт                             | Лунчуань | 陇川县   | 181 580          |
| Повіт                             | Лянхе    | 梁河县   | 154 175          |